# (4734) Rameau
(4734) Rameau ist ein Asteroid des inneren Hauptgürtels, der vom deutschen Astronomen Freimut Börngen am 19. Oktober 1982 an der Thüringer Landessternwarte Tautenburg (IAU-Code 033) entdeckt wurde.
Der Asteroid ist Mitglied der Massalia-Familie, einer Gruppe von Asteroiden mit geringer Bahnneigung, benannt nach ihrem größten Mitglied (20) Massalia.
Die zeitlosen (nichtoskulierenden) Bahnelemente von (4734) Rameau sind fast identisch mit denjenigen von 15 kleineren, wenn man von der Absoluten Helligkeit ausgeht, Asteroiden: (14289) 4648 P-L, (28481) Shindongju, (35944) 1999 KT2, (48034) 2001 DM53, (56542) 2000 HJ63, (56595) 2000 JX40, (60658) 2000 FG48, (109642) 2001 RA1, (121168) 1999 KS1, (147492) 2004 CW78, (149850) 2005 QN8, (204672) 2006 DJ32, (291069) 2005 YV103, (292821) 2006 UC265 und (316395) 2010 TW52.
Die Bahn von (4734) Rameau wurde 1991 gesichert, so dass eine Nummerierung vergeben werden konnte. Der Asteroid wurde am 28. April desselben Jahres auf Vorschlag von Freimut Börngen nach dem französischen Komponisten und Musiktheoretiker Jean-Philippe Rameau (1683–1764) benannt. Schon 1976 war ein Einschlagkrater auf der südlichen Hemisphäre des Planeten Merkur nach Jean-Philippe Rameau benannt worden: Merkurkrater Rameau.